# تصویر آخر
تصویر آخر فیلمی به کارگردانی مهدی صباغ‌زاده و نویسندگی مهدی صباغ‌زاده، فریدون جیرانی محصول سال ۱۳۶۵ است.

## بازیگران
- ناصر آقایی
- حبیب اسماعیلی
- ثریا حکمت
- جمشید مشایخی
- مهری ودادیان
- مظفر سلطانی
- نعمت اله گرجی
- سامان دهگاهی
- ساناز دهگاهی
- اسماعیل محمدی
- غلامرضا بایران منش
- محمد ورشوچی
- فرزانه نشاط خواه
- محمود صباغ زاده
- افشین کاتبی
- مینا صارمی
- علی امکانیان
- حمید دلشکیب
- مریم هژیروند
- ایرج اسکندری
- سوسن یوسفی
- رضا تفقدی
- سیروس عسگری
- محمد مقدم